# 錢佩卿
錢佩卿（英語：Maranda Chin Pui Hing，1957年1月13日—），現為香港電台DJ。

## 現主持節目
- 《我得你都得》--- 香港電台第一台逢星期日00:00-02:00
- 《清晨爽利》--- 香港電台第一台﹑第五台聯播逢星期一至三05:00-06:30

此外，她亦負責香港電台第一台節目《精靈一點》的廣播劇環節「職安劇場」及「消防週記」之製作和聲演。

## 過去主持節目
- 《日日好時光、朝早呢分鐘》 (商業一台的節目，在1980年代初至中期播放，逢星期一至五早上09:00-12:00，針對婦女群，當時合作的主持有甄惠儀及金剛)
- 《清晨爽利》(商業一台的清晨節目，在1980年代初至中期播放，逢星期六早上06:00-09:00播出。節目名稱與她現時在港台主持的晨早節目同名。)
- 《活力大都會》(商業一台的節目，為時於1986年至1988年期間的下午雜誌式電台節目)
- 《絲竹管絃》（商業一台節目，她經常提及過去在商台的一個節目）
- 《朝朝早精神好》(香港電台第一台的節目，為時於1990年代至2002年止。接替韋以莊，與馮偉棠拍檔主持)
- 《香港好精神好》(香港電台第一台的節目，為時於2002年至2004年左右。《朝朝早精神好》原班人馬轉往下午時段節目)
- 《全民格價》中的短劇飾演“精叻姐”李精明(Janet Lee)[2]。
- 《味覺人生》(香港電台第一台的節目，於星期六晚上22:00-23:00播放的名人專訪的節目)
- 《有加有減》(香港電台第一台的節目，於星期六晚上22:00-23:00，取代《味覺人生》節目，與李鑾輝主持)
- 《月光書情》(香港電台一﹑五台聯播，由2006年5月至2009年3月期間，逢星期日凌晨00:00-02:00，是為一個分享讀書樂趣的節目，之後同時段為她現時的節目《我得你都得》所取代)

## 广播剧
- 《没有爆谷的日子》
- 「衛斯理」系列  声演白素

## 其他
與錢佩卿共同主持《清晨爽利》的錢佩佩雖然名字與錢佩卿非常相似，但二人其實沒有親屬關係。
另外，她現時育有三名女兒。

## 外部連結
- 香港電台--錢佩卿 （页面存档备份，存于）